# Yas (Rapper)
Yaser Bakhtiari, conhecido como "Yas", (em persa: یاس) é um rapper iraniano, nascido em  20 de junho de 1982, em Masjed Soleyman. A agência de notícias CNN o chamou de "um dos mais conhecidos rappers iranianos". Yas de dezembro de 2011 foi escolhido pelos eleitores como o artista da Semana na MTV IGGY.